# Maison de Payrac
La Maison  de Payrac est un espace permettant d'approcher la nature de la région de Nages (Tarn) et de faire connaissance avec la vie paysanne d'autrefois avec ses savoir-faire et ses produits. Aux enfants sont proposés des jeux leur permettant de s'initier à cette vie passée.

## Le cadre
La Maison de Payrac est une ferme abandonnée en 1920. Elle avait été construite un siècle plus tôt, en lisière de la forêt, dans un site exceptionnel à 950 mètres d'altitude. Le style est caractéristique des constructions de l'époque : étables et caves avec de belles salles couvertes de voûtes en pierre en rez-de-chaussée ; granges et pièces d'habitation à l'étage. Les volumes architecturaux  sont ceux d'origine. La pente du terrain permettait aux charrettes l'accès direct aux granges.
Les matériaux utilisés sont locaux : pierres avec un liant de chaux et de sable trouvé sur place ; lauzes ou ardoises et bien sûr le bois abondant.
Un tilleul bicentenaire offre l'été une ombre accueillante dans un lieu où on n'entend que les chants des oiseaux. Les voitures sont tenues à distance et la ferme n'est pas raccordée au réseau électrique. La nuit des lampes solaires sont utilisées.

## L'accueil pendant la saison estivale
Ce lieu sert de refuge pour passer la nuit à l'ancienne.
On y trouve aussi un magasin des produits locaux : miel de Payrac, confitures, fromages, gâteaux, charcuterie, vins, etc.
Certains jours à midi des agriculteurs ou artisans proposent des repas simples à base de grillades de produit de leur exploitation, préparées sur place. Le four à pain fonctionne chaque semaine à l'ancienne et les visiteurs peuvent emporter les succulents gâteaux ou pains cuits au feu de bois.
C'est aussi un lieu d'accueil pour les danses traditionnelles et les chants occitans. Des concours de briscan (jeu de cartes joué anciennement dans le Tarn) animent les après-midi.

## Un lieu d'animation
En été, chaque semaine, il y a un jour d'animation autour de divers thèmes : la laine, le bois, du blé au pain.
Chaque semaine, le four à pain est allumé et on y faire cuire des gâteaux et du pain au feu à bois.
Des agriculteurs et des artisans viennent préparer grillades et repas avec leurs produits.

## Le paradis des enfants
Ce lieu a aussi été conçu comme le paradis des enfants.
On y trouve des jouets d'autrefois : brouettes, échasses, jeux dans les cabanes, etc.
On y rencontre aussi des animaux : vaches, brebis, lapins, poules, canards, etc.
On peut découvrir un jardin avec tous les produits qu'on y trouvait antan.
Un jeu de piste de découverte est conçu pour les enfants.

## Un circuit de découverte
Sur un parcours de deux kilomètres environ, on peut découvrir plusieurs milieux naturels, lande sèche, prairie humide, chênaie, hêtraie ; un magnifique site avec une statue-menhir datant du néolithique ; une bergerie avec voûte en pierre et toit en genêts ; des garennes de lapins ; des pesquiers ; des nids ; etc.

## Galerie

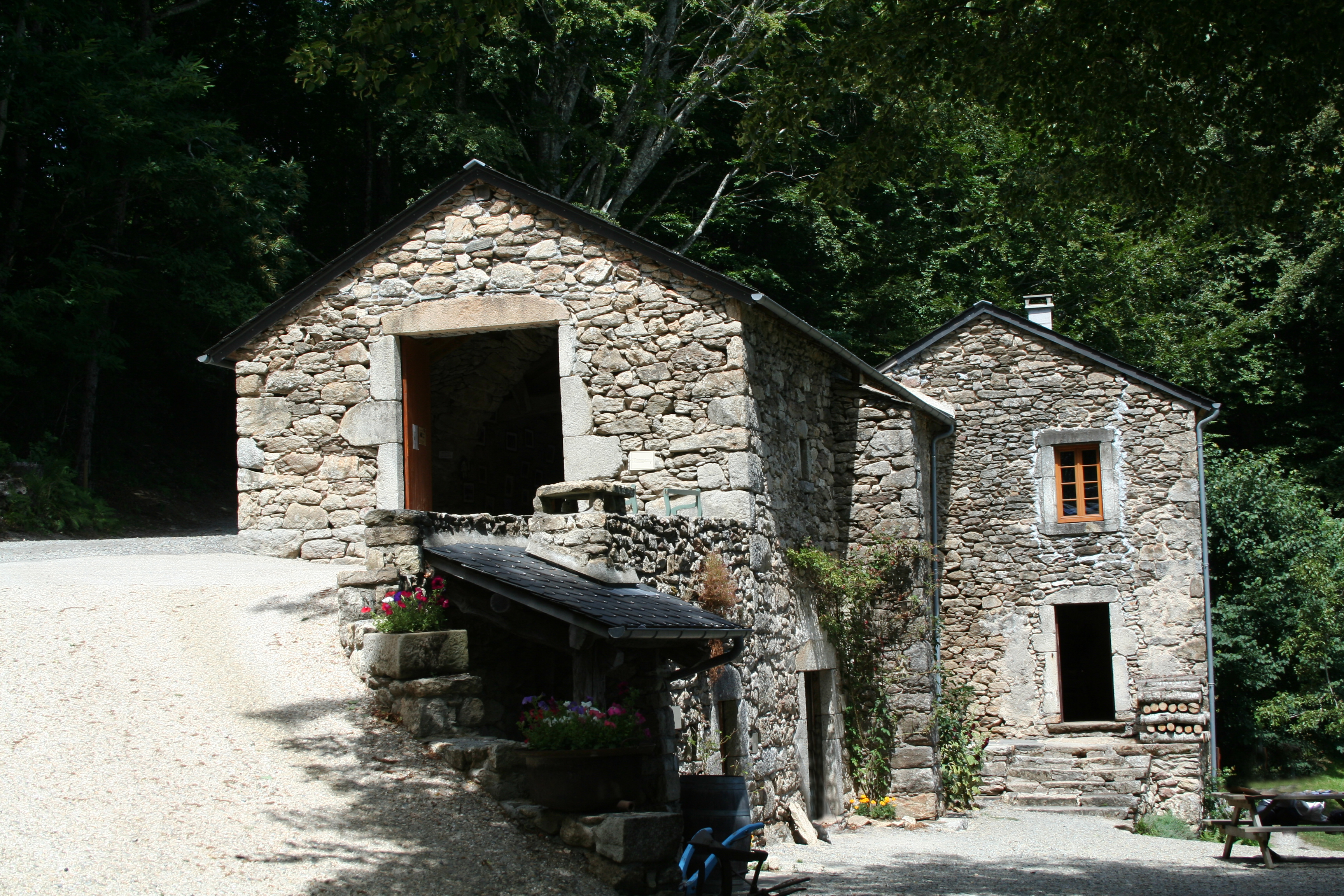
Maison de Payrac.
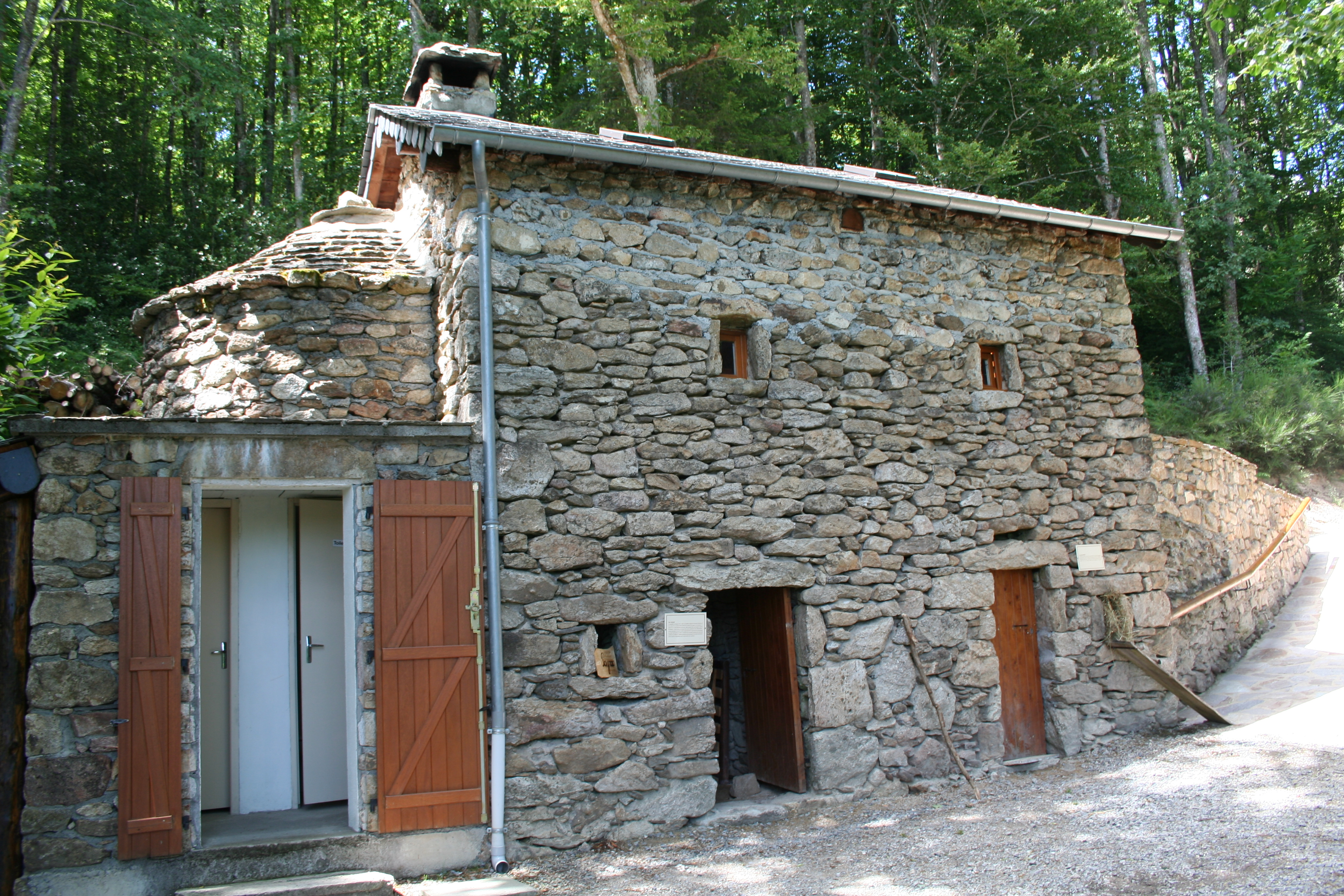
Four de la maison de Payrac.
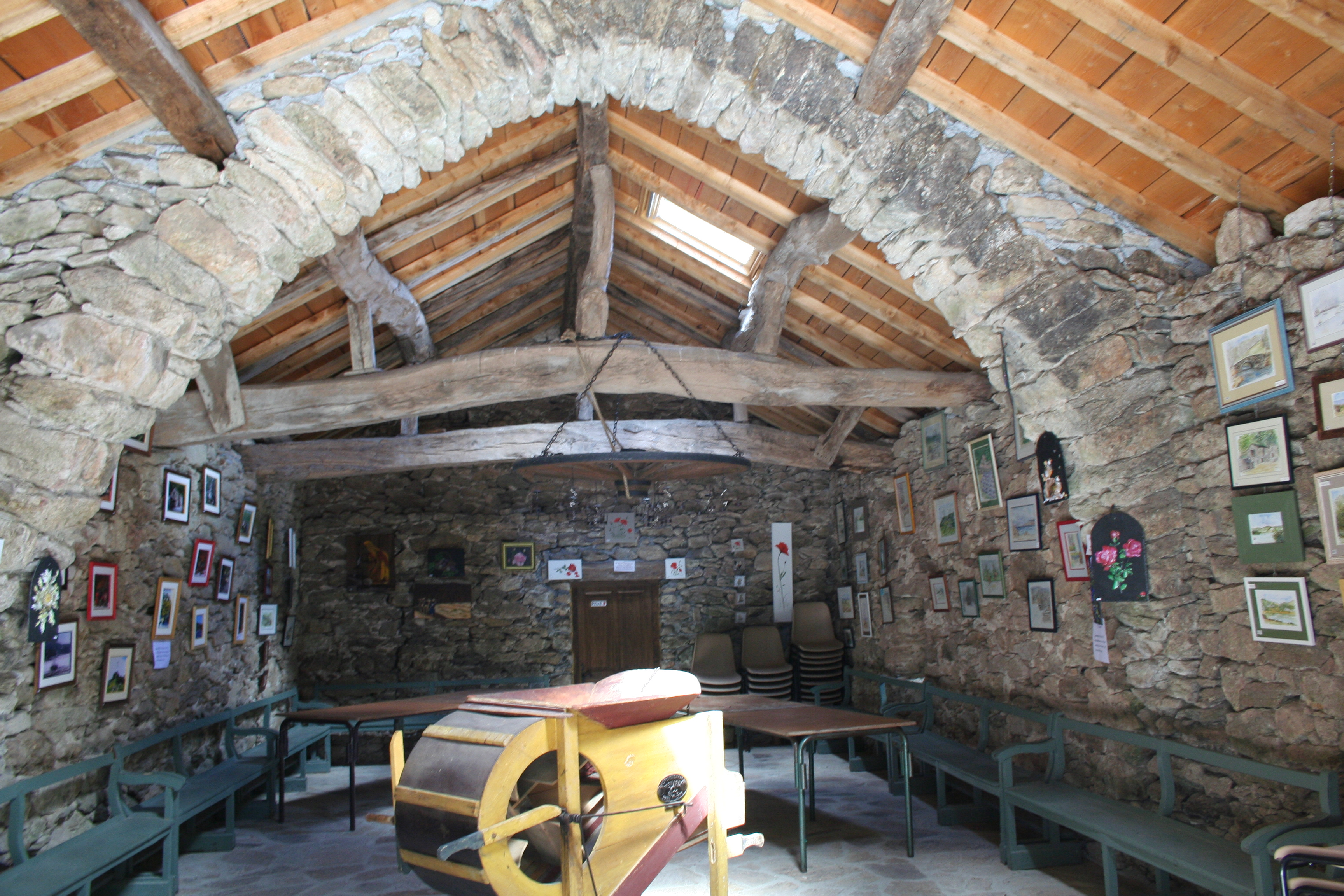
Grange de la maison de Payrac.
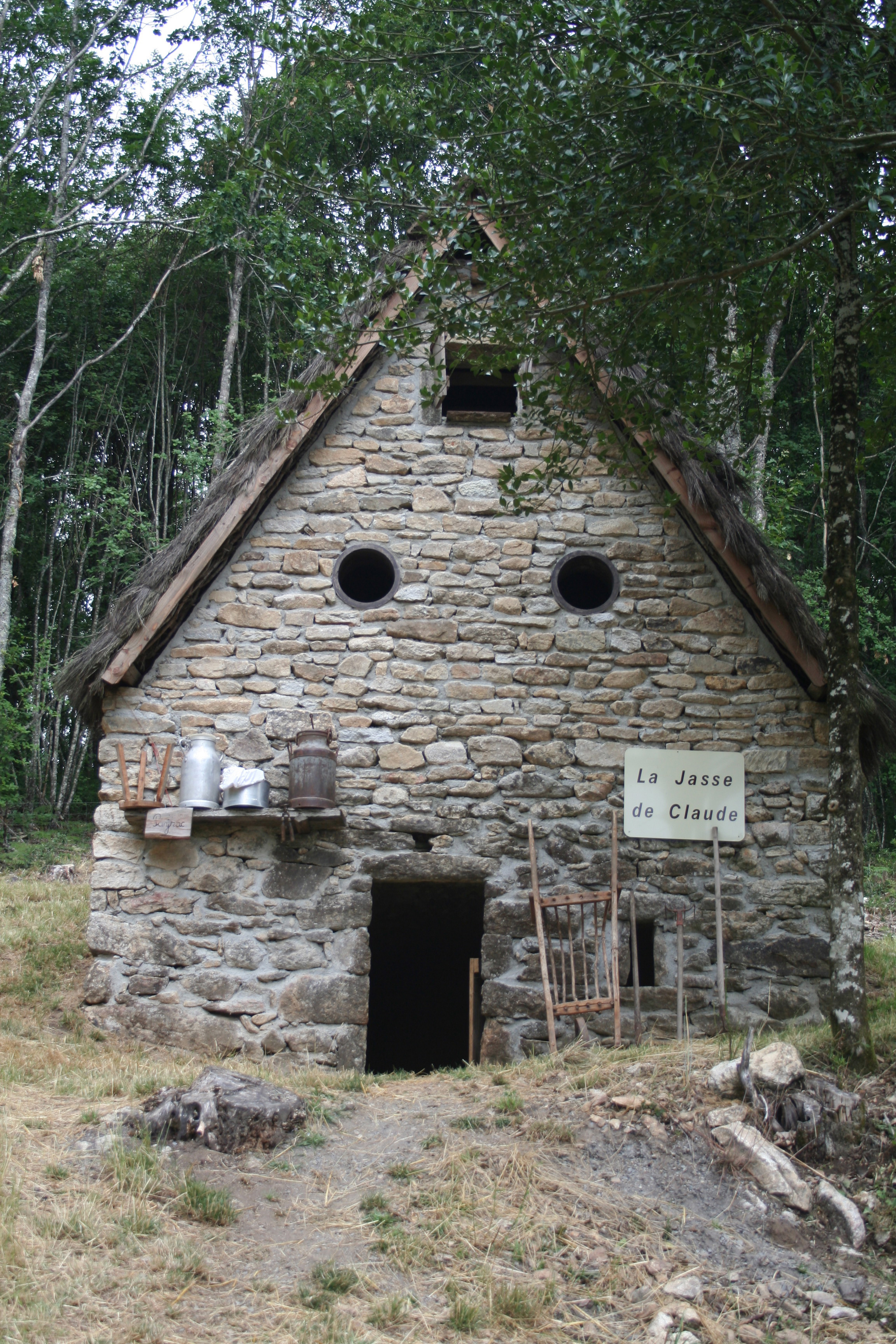
Façade de la bergerie à la maison de Payrac.
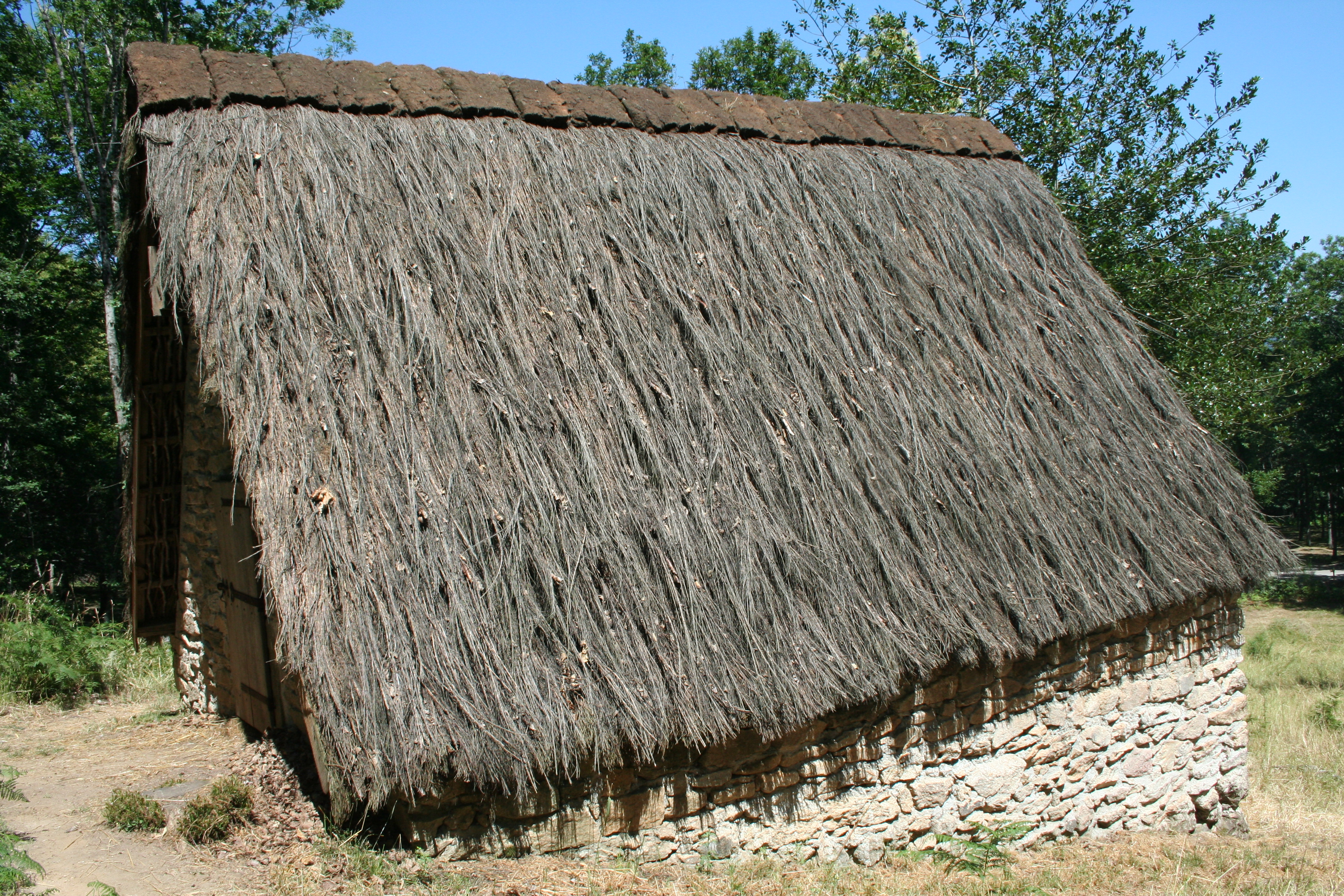
Bergerie à la maison de Payrac.
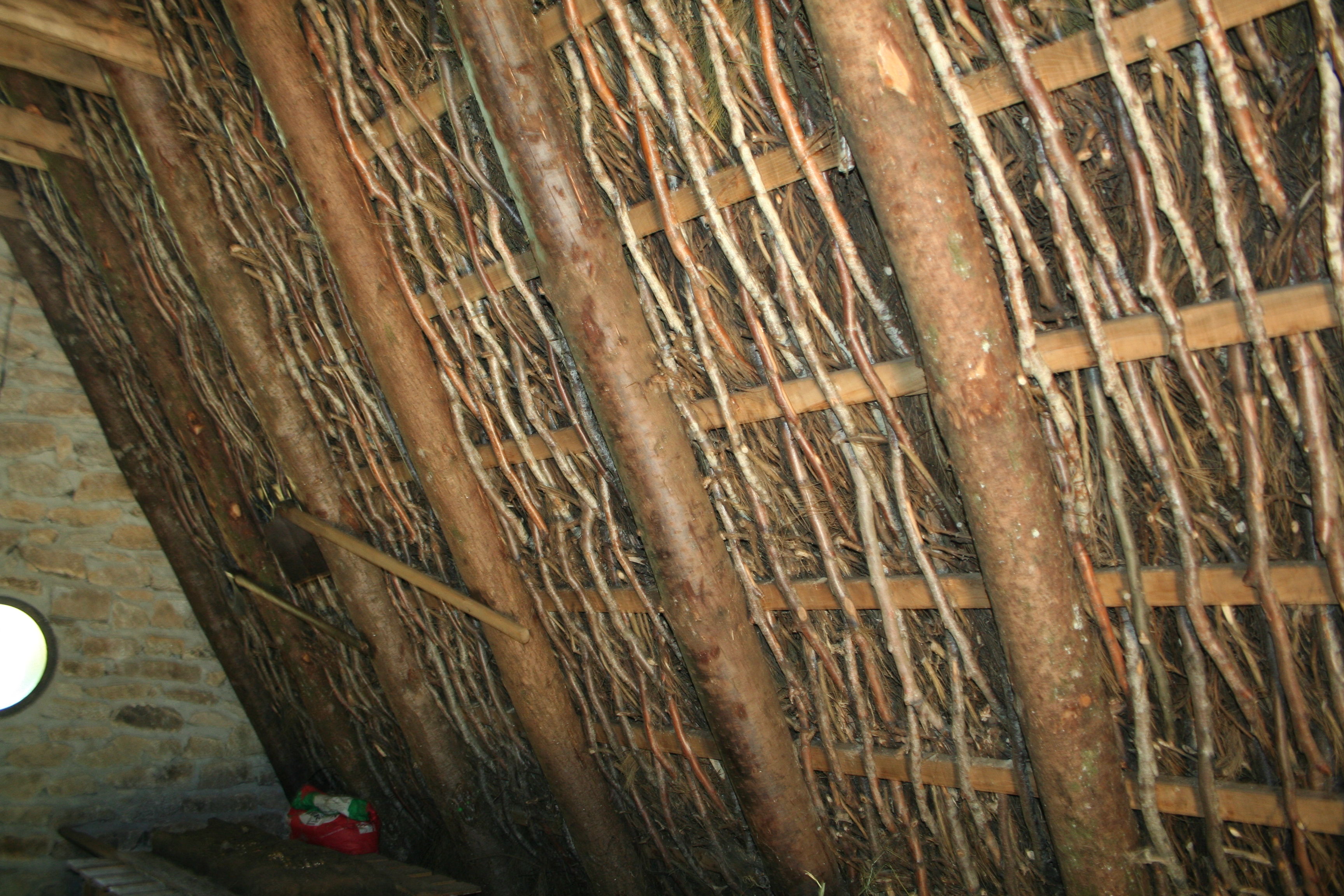
Détail du toit en genêts de la bergerie.